# Championnat de Guinée-Bissau de football 2002
Navigation
Édition précédente Édition suivante
La saison 2002 du Championnat de Guinée-Bissau de football est la vingt-quatrième édition de la Primeira Divisião, le championnat de première division en Guinée-Bissau. Les dix meilleures équipes du pays se retrouvent au sein d'une poule unique où elles s'affrontent à deux reprises. En fin de saison, pour permettre le passage du championnat à 12 clubs, les deux derniers sont relégués en Segunda Divisão tandis que le huitième doit participer à un barrage de promotion-relégation. 
C'est le Sporting Clube de Bissau, double tenant du titre, qui remporte à nouveau la compétition cette saison après avoir terminé en tête du classement final, avec deux points d'avance sur le Sport Portos de Bissau et sept sur l'UDI Bissau. C'est le dixième titre de champion de Guinée-Bissau de l'histoire du club.

## Les clubs participants
- Sporting Clube de Bissau
- Sport Portos de Bissau
- UDI Bissau
- Sport Bissau e Benfica
- Mavegro Futebol Clube
- ADR Mansaba
- Flamengo Futebol Clube
- Desportivo Recreativo Cultural de Farim
- Estrela Negra de Bissau
- CF Os Balantas

## Compétition

### Classement
Le classement est établi sur le barème de points suivant : victoire à 3 points, match nul à 1, défaite à 0.
| Rang | Équipe                                  | Pts | J  | G  | N | P  | Bp | Bc | Diff |
| ---- | --------------------------------------- | --- | -- | -- | - | -- | -- | -- | ---- |
| 1    | Sporting Clube de BissauT               | 39  | 18 | 12 | 3 | 3  | 36 | 10 | +26  |
| 2    | Sport Portos de BissauC                 | 37  | 18 | 11 | 4 | 3  | 31 | 14 | +17  |
| 3    | UDI Bissau                              | 32  | 18 | 9  | 5 | 4  | 31 | 16 | +15  |
| 4    | Sport Bissau e Benfica                  | 30  | 18 | 8  | 6 | 4  | 34 | 24 | +10  |
| 5    | CF Os Balantas                          | 27  | 18 | 7  | 6 | 5  | 21 | 16 | +5   |
| 6    | Mavegro Futebol Clube                   | 26  | 18 | 8  | 2 | 8  | 31 | 29 | +2   |
| 7    | Estrela Negra de Bissau                 | 22  | 18 | 5  | 7 | 6  | 21 | 20 | +1   |
| 8    | Flamengo Futebol Clube                  | 20  | 18 | 5  | 5 | 8  | 22 | 30 | -8   |
| 9    | Desportivo Recreativo Cultural de Farim | 9   | 18 | 2  | 3 | 13 | 13 | 46 | -33  |
| 10   | ADR Mansaba                             | 6   | 18 | 1  | 3 | 14 | 10 | 45 | -35  |

|  | Champion de Guinée-Bissau 2002                                 |
|  | Participation au barrage de promotion-relégation               |
|  | Relégation directe en Segunda Divisião                         |
|  | T : Tenant du titre C : Vainqueur de la Coupe de Guinée-Bissau |

### Matchs

#### Barrage de promotion-relégation
Le huitième de Primeira Divisião, Flamengo Futebol Clube affronte les deuxièmes des trois groupes régionaux de Segunda Divisão pour déterminer les deux clubs participant au championnat élite la saison suivante. À la suite des forfaits d'Estrela Negra de Bolama et du Desportivo de Gabú, Flamengo se maintient et l'Atlético Clube de Bissorã, le troisième club de D2 est promu.
| Rang | Équipe                         | Pts     | J       | G       | N       | P       | Bp      | Bc      | Diff    |
| ---- | ------------------------------ | ------- | ------- | ------- | ------- | ------- | ------- | ------- | ------- |
|      | Flamengo Futebol Clube         |         |         |         |         |         |         |         |         |
|      | Atlético Clube de Bissorã (D2) |         |         |         |         |         |         |         |         |
| '    | Desportivo de Gabú (D2)        | Forfait | Forfait | Forfait | Forfait | Forfait | Forfait | Forfait | Forfait |
| '    | Estrela Negra de Bolama (D2)   | Forfait | Forfait | Forfait | Forfait | Forfait | Forfait | Forfait | Forfait |

|  | Maintien ou promotion en Primeira Divisião |
|  | Maintien en Segunda Divisião               |

## Bilan de la saison
| Championnat de Guinée-Bissau de football 2002 |                                         |
| Champion                                      | Sporting Clube de Bissau (10e titre)    |
| Coupes et trophées                            |                                         |
| Vainqueur de la Coupe de Guinée-Bissau 2002   | Mavegro Futebol Clube                   |
| Qualifications continentales                  |                                         |
| Ligue des champions de la CAF 2003            | Aucun                                   |
| Coupe des Coupes 2003                         | Aucun                                   |
| Coupe de la CAF 2003                          | Aucun                                   |
| Promotions et relégations                     |                                         |
| Promus en Primeira Divisião                   | Atlético Clube de Bissorã               |
| Promus en Primeira Divisião                   | Futebol Clube de Bijagos                |
| Promus en Primeira Divisião                   | Sporting Clube de Bafatá                |
| Promus en Primeira Divisião                   | Futebol Clube de Cantchungo             |
| Relégués en Segunda Divisião                  | Desportivo Recreativo Cultural de Farim |
| Relégués en Segunda Divisião                  | ADR Mansaba                             |